# Apatura
Apatura es un género de lepidópteros de la familia Nymphalidae, conocidas como tornasoladas (emperors). Son comunes en Eurasia

## Especies
- Apatura ambica
- Apatura chevana
- Apatura fasciola
- Apatura ilia
- Apatura iris
- Apatura laverna
- Apatura metis
- Apatura nycteis
- Apatura schrenckii
- Apatura sordida
- Apatura ulupi
- Apatura vietnamica